# Czarne Małe (Czaplinek)
Czarne Małe (deutsch Klein Schwarzsee) ist ein Ort in der Woiwodschaft Westpommern in Polen. Er gehört zur Gmina Czaplinek (Gemeinde Tempelburg) im Powiat Drawski (Dramburger Kreis). Im Jahre 2014 lebten hier 160 Einwohner.

## Geographische Lage
Der Ort liegt in der Draheimer Seenplatte (Pojezierze Drawskie) etwa 8 Kilometer östlich von Czaplinek (Tempelburg). Der Haltepunkt der Bahnstrecke Nr. 210 von Chojnice nach Runowo Pomorskie liegt etwa einen Kilometer entfernt.

## Geschichte
Klein Schwarzsee bildete bis 1945 eine Landgemeinde im Kreis Neustettin der preußischen Provinz Pommern. Zur Gemeinde gehörte neben Klein Schwarzsee auch der Wohnplatz Birkenhain. Im Jahre 1910 zählte die Gemeinde Klein Schwarzsee 375 Einwohner, im Jahre 1925 363 Einwohner in 80 Haushaltungen und im Jahre 1939 315 Einwohner.
Seit 1945 ist der Ort polnisch.

## Sehenswürdigkeiten
- Herz-Jesu-Kirche, 1870 gebaut, neogotischer Ziegelbau

## Söhne und Töchter des Ortes
- Willi Nyffenegger (1924–2018), deutscher Polizeioffizier, Generalleutnant der Deutschen Volkspolizei